# トマス・ワッツ
トマス・ヒル・ワッツ（Thomas Hill Watts, 1819年1月3日 - 1892年9月16日）は、アメリカ合衆国の政治家。民主党に所属し、南北戦争期の1863年から1865年までアラバマ州知事を務めた。またアメリカ連合国では1862年から1863年まで司法長官を務めた。

## 生涯

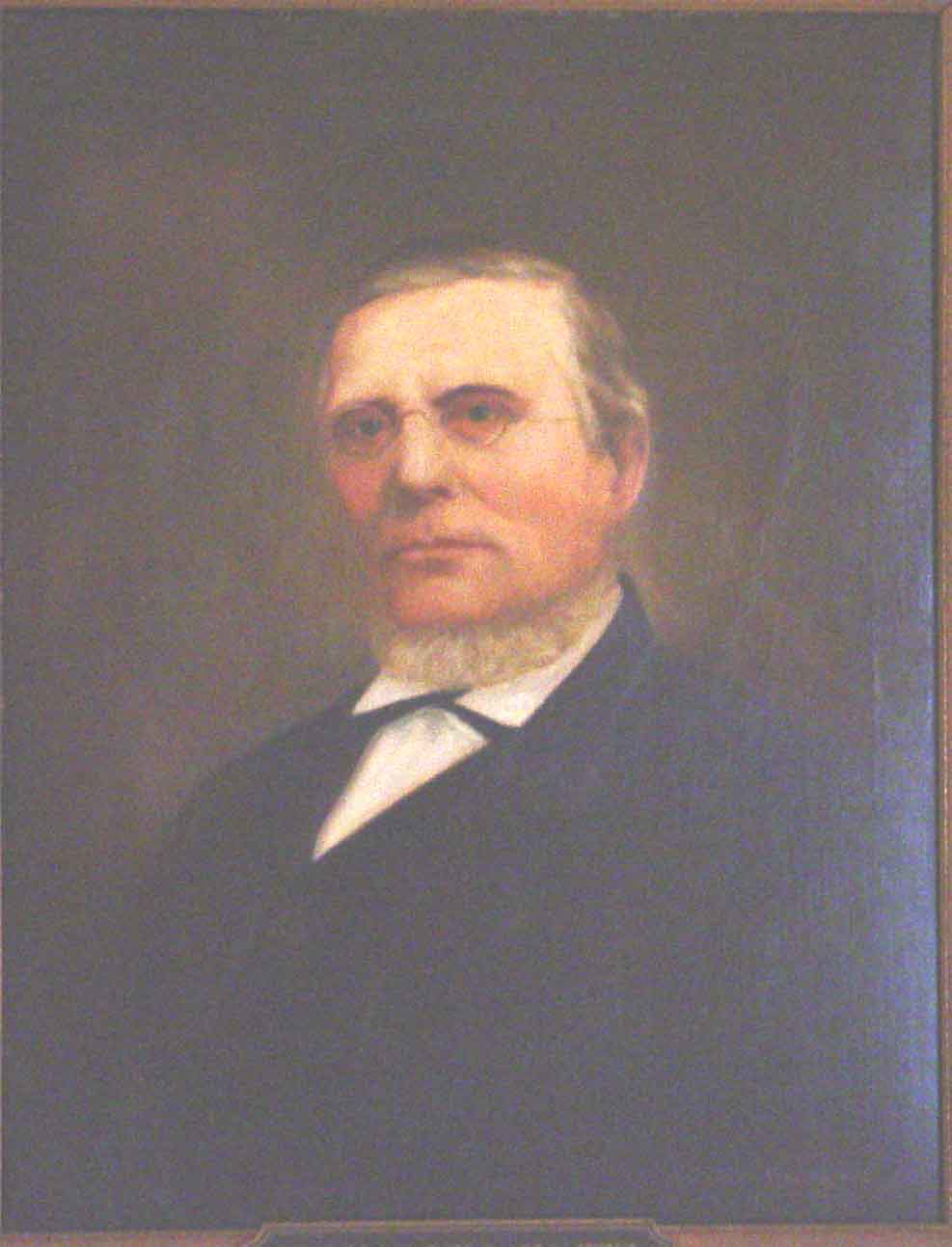
トマス・ワッツ

1819年、ワッツはアラバマ準州グリーンヴィルにおいて、ジョン・ヒューズ・ワッツ (John Hughes Watts) とプルーデンス・ヒル (Prudence Hill) の長子として誕生した。ワッツは同州ダラス郡のエアリー・マウント学園で学び、1840年にバージニア大学を首席で卒業した。ワッツは翌1841年に司法試験に合格し、アラバマ州グリーンヴィルで弁護士業を開業した。ワッツは1842年1月10日にエリザ・ブラウン・アレン (Eliza Brown Allen) と結婚し、後に10人の子供をもうけた。ワッツは1860年までに179人の奴隷を所有し、農園主としても成功を収めた。
ワッツは1842年から1845年までアラバマ州下院議員に選任され、1847年から1853年までは同上院議員を務めた。1855年にはアラバマ州から連邦下院議員に立候補したが、失敗に終わった。
1850年代、ワッツは北部寄りの政策を支持していた。だが南北間の対立が決定的になるとワッツはアラバマ州の連邦離脱を支援し、アラバマ州の脱退宣言書への署名者の1人に加わった。その後連邦を離脱した南部諸州によりアメリカ連合国が結成された1861年、ワッツはアラバマ州知事選挙に立候補した。そして同選挙でワッツがジョン・ショーターに敗れると、ワッツは第17アラバマ連隊を組織し、その大佐を務めた。
1862年3月、ジェファーソン・デイヴィス大統領から司法長官に指名されたワッツは、第17アラバマ連隊を離れ、司法長官に着任した。
ワッツは1862年3月19日にトマス・ブラッグの後任として司法長官に指名された。ワッツは司法長官として、戒厳令の布告、徴兵による軍の再編、職員への給与の支払い、戦争捕虜の権利確保、国家反逆行為の取り締まり、その他軍務に関するさまざまな問題について、合計で99の意見書を起草した。
1863年、ワッツはアラバマ州知事に選出されると、司法長官を辞任した。そして同年12月1日に知事に着任すると、ワッツは、強制徴募や物納税の導入を敢行した。
ワッツの州知事としての任期は、連合国の崩壊によって終了した。ワッツは1865年5月1日に合衆国軍によって拘束されると、戦争の責任を問われた。そして所有する土地や奴隷などの個人資産を没収され、合衆国の捕虜収容所へと送られた。
ワッツは3週間ほどでアンドリュー・ジャクソン大統領から恩赦を受け、釈放された。ワッツは病気の妻を世話するためモンゴメリーへと帰郷し、弁護士業を再開した。その後1880年から1881年まで、再びアラバマ州下院議員を務めた。
ワッツは1892年にアラバマ州モンゴメリーで死去した。ワッツの遺体は同市内のオークウッド墓地に埋葬された。